# Troyan Peak
Der Troyan Peak (englisch; bulgarisch връх Троян wrach Trojan) ist ein rund 810 m hoher Berg auf der Livingston-Insel im Archipel der Südlichen Shetlandinseln. Im Friesland Ridge der Tangra Mountains ragt er 1,55 km westnordwestlich des St. Cyril Peak und 1,8 km nördlich des St. Methodius Peak. Seine steile Westflanke ist unverschneit auf. Der Ruen-Eisfall liegt nördlich, westlich und südlich von ihm.
Die bulgarische Kommission für Antarktische Geographische Namen benannte ihn 2002 nach der Stadt Trojan im nordzentralen Teil Bulgariens.